# Bumacris flavomaculata
Bumacris flavomaculata är en insektsart som beskrevs av Willemse, C. 1931. Bumacris flavomaculata ingår i släktet Bumacris och familjen gräshoppor. Inga underarter finns listade i Catalogue of Life.